# Theodor Vilhelm Rumohr
Theodor Vilhelm Kjelstrup Rumohr (* 2. August 1807 in Kopenhagen; † 15. Oktober 1884) war ein dänischer Schriftsteller. Kjelstrup ist sein eigentlicher Familienname, er ist nur ein adoptierter Rumohr.

## Leben
Kjelstrup Rumohr studierte Rechtswissenschaften und fand nach erfolgreichem Abschluss dieses Studiums eine Anstellung in der Redaktion der Berlingschen Zeitung. 1839 erhielt Rumohr ein staatliches Stipendium, mit dem er eine Art Studienreise (Grand Tour) durch Deutschland und die Schweiz unternehmen konnte.
Nach seiner Rückkehr nach Dänemark ließ er sich für einige Zeit wieder in seiner Heimatstadt Kopenhagen nieder. 1850 übersiedelte er nach Nordschleswig, dort übertrug man ihm 1853 das Amt des Hardesvogts in Hadersleben. Dieses Amt bekleidete er bis 1864.
Zwischen 1864 und 1874 bereiste Rumohr immer wieder für längere Zeit Südeuropa, Nordafrika und den Nahen Osten. Die letzten Jahre seines Lebens verbrachte Rumohr eher zurückgezogen zu Hause in Dänemark. Dort starb er dann 1884 im Alter von ungefähr 77 Jahren.
Rumohrs literarisches Werk besteht neben patriotischen Gedichten und einigen Dramen überwiegend aus historischen Romanen, in denen er die Geschichte des Königreich Dänemarks thematisierte. Gerade diese fanden eine große Leserschaft und wurden auch von der Literaturkritik wohlwollend besprochen.

## Werke
- Jacob Dannefard (1840, 13. Auflage 1880)
- Odins Ankomst i Norden (Odins Ankunft im Norden, 1841)
- Peter Tordenskjold (4. Auflage 1877, deutsch 1843)
- Niels Juel (4. Auflage 1877, deutsch 1848)
- Grevens Feide (1846, deutsch 1848) und Boeder fra Christian IV. Tid (1850–65).

Sie erschienen gesammelt unter dem Titel:
- Fædrelandshistoriske Malerier (Kopenhagen 1863, 14 Bände).